# 쿠로다 타카야
쿠로다 타카야(일본어: 黒田 崇矢 くろだ たかや[*], 1965년 4월 17일 ~ )는 일본의 남성 성우이다. 도쿄도 출신. 액셀원 소속.

## 주요 출연작

### 애니메이션

#### TVA / OVA
- 2000년
  - 주간 스토리 랜드「사라진 용사」 - 알렉스
- 2001년
  - 원피스 - 보가드
- 2002년
  - 드래곤 드라이브 - 에이전트 S
- 2003년
  - 돌격 크로마티 고교 - 마스크드 타케노우치
  - 무적코털 보보보 - 하겐
  - 울프스 레인 - 달시아
  - 풀 메탈 패닉? 후못후 - 마론
- 2004년
  - MADLAX - 중사
  - 구슬대전 배틀비드맨 - 츠바쿠라 산쥬로
  - 링에 걸어라 - 돈 쥴리앙
  - 세인트 세이야 OVA 명왕 하데스 12궁편 - 켄타우로스 바벨
  - 쾌걸 조로리 - 드래곤 전사
  - 폭렬천사 - 마피아 보스
  - 현란무답제 더 마즈데이브레이크 - 리갈디
- 2005년
  - BLOOD+ - 로저스
  - 블랙캣 - 데이비드 페퍼
  - 엔젤하트 - 선글라스의 남자
  - 창궁의 파프너 RIGHT OF LEFT - 오퍼레이터
  - 아카기 ~어둠에 춤추듯 내려온 천재~ - 카와시마
  - 트랜스포머 갤럭시 포스 - 스타스크림
  - 트리니티 블러드 - 비델
- 2006년
  - NANA - 야마기시(한국판 성우인 정영웅.)
  - 쵸코토 시스터 - 마스터
  - 큐티 시스터 - 커피샵 주인
- 2007년
  - 개구리 중사 케로로 - 상인, 우주 총경 K
  - 로켓걸 - 키노시타 카즈야
  - 은혼 - 야규 코시노리
- 2008년
  - 나츠메 우인장 - 미스즈
  - 작안의 샤나 - 사브나크
  - 쿠레나이 - 쿠호인 렌죠
- 2009년
  - Phantom ~Requiem for the Phantom~ - 렌디 웨버
  - 더 화이팅 - 야니 크로커다일 그레고리
  - 리스토란테 파라디조 - 비토
  - 슬랩 업 파티 - 제다 락스퍼
  - 엘리먼트 헌터 - 데이비드 코프
  - 우주를 달리는 소녀 - 솔져 울
- 2010년
  - 그래도 마을은 돌아간다 - 사나다 유우지
  - 누라리횬의 손자 - 키도마루
  - 댄스 인 더 뱀파이어 번드 - 알폰소 메디치 보르디아니
  - 듀라라라!! - 사이먼 브레즈네프
  - 레인보우 2사 6방의 7인 - 토오야마 타다요시
  - 메탈 파이트 베이블레이드 폭 - 러시아 DJ
  - 배신자는 내 이름을 알고 있다 - 카덴차
  - 학원묵시록 HIGHSCHOOL OF THE DEAD - 요시오카
- 2011년
  - 경계선상의 호라이즌 - 키요나리 우르키아가
  - 꿈을 먹는 메리 - 레스티온
  - 디지몬 크로스워즈 - 네오반데몬
  - 슈팅 바쿠간 - 드라크
  - 페어리 테일 - 카프리콘, 아르카디오스, 지르코니스
  - 헌터×헌터 리메이크 - 레이저
- 2012년
  - BTOOOM! - 미야모토 마사시
  - 나루토 질풍전 - 킨카쿠
  - 아이노 쿠사비 리메이크 - 라울 암
  - 액셀 월드 - 녹왕 그린 그랑데
  - 에우레카 세븐 AO - 게릴라 수령
  - 유희왕 ZEXAL Ⅱ - 후마
- 2013년
  - 건담 빌드 파이터즈 - 그레코 로건
  - 세인트 세이야 Ω - 하이페리온
  - 의풍당당!! 카네츠구와 케이지 - 아야타치 미치무네
  - 초속변형 자이로젯터 - 고트
  - 큐티클 탐정 이나바 - 죠지마 카오루
  - 혁명기 발브레이브 - 사시나미 류지
- 2014년
  - 노부나가 콘체르토 - 마츠나가 히사히데
  - 단칸방의 침략자!? - 유령 사냥꾼 형
  - 미나라이 디바 - 스와론
  - 성각의 용기사 - 모드레드
  - 세계정복 ~모략의 즈베즈다~ - 지몬 쿄시로
  - 소년탐정 김전일 - 수사 1과 과장
  - 어느 비공사에 대한 연가 - 호안 로드리고 반데라스
  - 이나리, 콩콩, 사랑의 첫걸음 - 스사노오
  - 저, 트윈 테일이 됩니다 - 터틀 길디
- 2015년
  - SHOW BY ROCK!! - 대거 몰스
  - 닌자 슬레이어 - 소닉붐
  - 만화로 배우는 심신의학 - 노출증 남자
  - 밀리터리! - 어떤 아저씨
  - 야마다와 7명의 마녀 - 불량배
  - 트리아지 X - 모치즈키 마사무네
- 2016년
  - 91Days - 닉
  - 난바카 - 고쿠 엔키
  - 석고 보이즈 - 호리베 한조
  - 우동나라의 황금색 털뭉치 - 하마다 고로, 가오가오쨩
  - 조커 게임 - 카자토 아키마사
  - 헤봇! - 맛피라쟈, 게키아츠 드래곤
- 2017년
  - UQ HOLDER! - 나구모 시온
  - 기동전사 건담 썬더볼트 - 필립 카우프먼
  - 사랑과 거짓말 - 사나다 유르겐 에츠로
  - 이누야시키 - 사메지마
  - 이세계는 스마트폰과 함께. - 코코노에 쥬베에
  - 장국의 알타이르 - 대장군
  - 프리프리 치이짱!! - 치이짱의 아빠
- 2018년
  - 그라제니 - 하라타케 히로미
  - 기숙학교의 줄리엣 - 내레이션, 블랙 도기 하우스 마스터
  - 미남고교 지구방위부 HAPPY KISS! - 코시가와 코다와리
  - 우리 메이드가 너무 짜증나! - 쿠마고로
  - 이세계 주점 ~고도 아이테리아의 주점 노부~ - 로렌츠
  - 하카타 돈코츠 라멘즈 - 리서희
- 2019년
  - 5등분의 신부 - 나카노 마루오
  - BEM - 빌런
  - 마술선배 - 아저씨
  - 마왕님, 리트라이! - 반지의 목소리
  - 방과 후 주사위 클럽 - 점장
  - 사라잔마이 - 카와우소
  - 악마에 입문했습니다! 이루마 군(1기) - 설리번
  - 한밤의 오컬트 공무원 - 벨페고르
- 2020년
  - 그랑블루 판타지 The Animation Season 2 - 기사상
  - 내 옆에 암흑파괴신이 있습니다. - 고리고리오
  - 마왕성에서 잘 자요 - 화염독룡
  - 보루토: 나루토 넥스트 제너레이션즈 - 케다마
  - 주술회전 - 야가 마사미치
  - 츠키우타 THE ANIMATION 2 - 쿠로다(이미지 보이스로 참여.)
  - 캡 혁명 보틀맨 - 호카리 스에조우
  - 히프노시스 마이크 -Division Rap Battle- - 아마야도 레이
- 2021년
  - 5등분의 신부 ∬ - 나카노 마루오
  - 악마에 입문했습니다! 이루마 군(2기) - 설리번
  - 우마무스메 PRETTY DERBY 2 - 쿠로누마
  - 오드 택시 - 쿠로다
  - 안녕, 나의 크라머 - 아스카 에이겐

#### 극장 애니메이션
- 2007년
  - 명탐정 코난: 감벽의 관 - 타야마 시에츠
- 2013년
  - 명탐정 코난: 절해의 탐정 - 스파이 X
- 2016년
  - 폭풍수면! 꿈꾸는 세계 대돌격 - 훈조리
- 2017년
  - 섀도사이드 도깨비왕의 부활 - 지바냥
- 2018년
  - FOREVER FRIENDS - 묘왕 카마이타치
  - 극장판 일곱 개의 대죄: 천공의 포로 - 아트라
  - 나츠메 우인장: 세상과 연을 맺다 - 미스즈
- 2019년
  - 내일 세계가 끝난다 해도 - 쿠게
  - 은하영웅전설 Die Neue These - 도슨
- 2021년
  - 극장판 주술회전 0

### 게임
- Blackish House - 요다 시게토라
- Fate/Grand Order - 퍼거스 막 로이, 이반 뇌제
- KOF 시리즈 - 린, 론
- Starry☆Sky - 시라누이 소지로
- Volume7 - 츠지유라 센도
- 가면라이더 정의의 계보 - 섀도우 문, 블랙 장군
- 교향성 밀리언아서 - 베디비어
- 꿈왕국과 잠자는 100명의 왕자님 - 칼라일
- 나인티 나인 나이츠 2 (N3Ⅱ) - 갤런
- 내 공주님에게 영관을 - 칸니발
- 니노쿠니 II 레버넌트 킹덤 - 하무나르 나할 데르그나
- 드래곤 퀘스트 XI 지나간 시간을 찾아서 - 우르노가
- 디지몬 월드 리디지타이즈 - 야콥 보리소비치 페트로프
- 로드 오브 히어로즈 - 발터 베른하르트
- 리그 오브 레전드 - 모데카이저
- 레인보우 식스 시즈 - 워든(시즈의 일본어 버전 음성)
- 마그나카르타 진홍의 성흔 - 오르하 듀란
- 문호와 알케미스트 - 어니스트 헤밍웨이
- 배틀필드 3 - 헨리 블랙번
- 백의성 연애 증후군 - 오오츠카 토시유키
- 백화의 함 비색의 조각4 - 코도노마에
- 보이 프렌드(베타) - 토마 케이지
- 보이 프렌드(베타) 반짝이는 노트 - 토마 케이지
- 봉신연의 시리즈 - 주왕
- 봉함의 그라세스타 - 사로 그라세스타 27세
- 북두와 같이 - 켄시로
- 사토미 팔견전 팔주지기 - 쵸다이 법사
- 세계수의 미궁 시리즈 - 간류
- 슈퍼로봇대전 시리즈 - 보우트 니콜라우스
- 슬라이 쿠퍼 시리즈 - 블랙 바론
- 아야카시고항 - 구렌
- 영웅전설 여의 궤적 - 엘로이 하우드
- 용과 같이 시리즈 - 키류 카즈마
- 전국무쌍 - 핫토리 한조
- 제로 ~문신의 소리~ - 아소 유우
- 죠죠의 기묘한 모험 Eyes of Heaven - 리조토 네로
- 진심으로 날 사랑해라!S - 흄 헬싱
- 천의 인도, 도화염의 황희 - 마키 카즈마
- 폴아웃 4 - 존 핸콕(일본어)
- 프린세스 메이커 5 - 가토
- 하나아와세 - 오노사다 쿠로
- 하얀고양이 프로젝트 - 에드가르도 마렐
- 히프노시스 마이크 -Alternative Rap Battle- - 아마야도 레이

### 특촬
- 가면라이더 덴오 - 오울 이매진, 알비노레오 이매진
- 가면라이더 디케이드 - 돗가
- 굉굉전대 보우켄저 - 어둠의 야이바(다크 블레이드)
- 드라이브 사가 가면라이더 하트 - 로이뮤드 5886
- 비공인전대 아키바레인저 - 몬젠나카쵸의 넓적부리황새
- 수전전대 쿄류저 - 데보 호네눗키
- 우주전대 큐레인저 - 엘리드론
- 울트라맨 타이가 - 사벨폭군 마그마 성인
- 특수전대 데카레인저 - 도라도성인 고르돔
- 해적전대 고카이저 - 보만관 치라카시즈키
- 마진전대 키라메이저 - 샤돈

### 프로젝트
- 히프노시스 마이크 - 아마야도 레이